# Список астероїдів (180201—180300)
| Назва               | Тимчасове позначення | Дата відкриття    | Місце відкриття           | Відкривач                     |
| ------------------- | -------------------- | ----------------- | ------------------------- | ----------------------------- |
| (180201) 2003 ST251 | 2003 ST251           | 26 вересня 2003   | Сокорро (Нью-Мексико)     | LINEAR                        |
| (180202) 2003 SO258 | 2003 SO258           | 28 вересня 2003   | Обсерваторія Кітт-Пік     | Spacewatch                    |
| (180203) 2003 SU259 | 2003 SU259           | 28 вересня 2003   | Обсерваторія Кітт-Пік     | Spacewatch                    |
| (180204) 2003 SB295 | 2003 SB295           | 28 вересня 2003   | Сокорро (Нью-Мексико)     | LINEAR                        |
| (180205) 2003 SD295 | 2003 SD295           | 28 вересня 2003   | Сокорро (Нью-Мексико)     | LINEAR                        |
| (180206) 2003 SH298 | 2003 SH298           | 18 вересня 2003   | Обсерваторія Галеакала    | NEAT                          |
| (180207) 2003 SH305 | 2003 SH305           | 17 вересня 2003   | Паломарська обсерваторія  | NEAT                          |
| (180208) 2003 SD311 | 2003 SD311           | 29 вересня 2003   | Сокорро (Нью-Мексико)     | LINEAR                        |
| (180209) 2003 SF312 | 2003 SF312           | 30 вересня 2003   | Обсерваторія Кітт-Пік     | Spacewatch                    |
| (180210) 2003 SP318 | 2003 SP318           | 18 вересня 2003   | Сокорро (Нью-Мексико)     | LINEAR                        |
| (180211) 2003 TE5   | 2003 TE5             | 2 жовтня 2003     | Обсерваторія Кітт-Пік     | Spacewatch                    |
| (180212) 2003 UE1   | 2003 UE1             | 16 жовтня 2003    | Паломарська обсерваторія  | NEAT                          |
| (180213) 2003 UM8   | 2003 UM8             | 19 жовтня 2003    | Обсерваторія Столова Гора | Дж. Янґ                       |
| (180214) 2003 UB9   | 2003 UB9             | 17 жовтня 2003    | Сокорро (Нью-Мексико)     | LINEAR                        |
| (180215) 2003 UK9   | 2003 UK9             | 16 жовтня 2003    | Обсерваторія Кітт-Пік     | Spacewatch                    |
| (180216) 2003 UY9   | 2003 UY9             | 20 жовтня 2003    | Обсерваторія Столова Гора | Дж. Янґ                       |
| (180217) 2003 UL23  | 2003 UL23            | 22 жовтня 2003    | Обсерваторія Кітт-Пік     | Spacewatch                    |
| (180218) 2003 UB29  | 2003 UB29            | 22 жовтня 2003    | Обсерваторія Квістаберг   | Астероїдний огляд Уппсала-DLR |
| (180219) 2003 UX39  | 2003 UX39            | 16 жовтня 2003    | Обсерваторія Кітт-Пік     | Spacewatch                    |
| (180220) 2003 UG44  | 2003 UG44            | 18 жовтня 2003    | Обсерваторія Кітт-Пік     | Spacewatch                    |
| (180221) 2003 UR55  | 2003 UR55            | 18 жовтня 2003    | Паломарська обсерваторія  | NEAT                          |
| (180222) 2003 UA98  | 2003 UA98            | 19 жовтня 2003    | Станція Андерсон-Меса     | LONEOS                        |
| (180223) 2003 UD107 | 2003 UD107           | 19 жовтня 2003    | Обсерваторія Кітт-Пік     | Spacewatch                    |
| (180224) 2003 UO123 | 2003 UO123           | 19 жовтня 2003    | Обсерваторія Кітт-Пік     | Spacewatch                    |
| (180225) 2003 UG127 | 2003 UG127           | 21 жовтня 2003    | Обсерваторія Кітт-Пік     | Spacewatch                    |
| (180226) 2003 UM130 | 2003 UM130           | 18 жовтня 2003    | Паломарська обсерваторія  | NEAT                          |
| (180227) 2003 UN131 | 2003 UN131           | 19 жовтня 2003    | Паломарська обсерваторія  | NEAT                          |
| (180228) 2003 UQ135 | 2003 UQ135           | 21 жовтня 2003    | Паломарська обсерваторія  | NEAT                          |
| (180229) 2003 UZ143 | 2003 UZ143           | 18 жовтня 2003    | Станція Андерсон-Меса     | LONEOS                        |
| (180230) 2003 UW147 | 2003 UW147           | 18 жовтня 2003    | Паломарська обсерваторія  | NEAT                          |
| (180231) 2003 UD149 | 2003 UD149           | 19 жовтня 2003    | Обсерваторія Галеакала    | NEAT                          |
| (180232) 2003 UJ180 | 2003 UJ180           | 21 жовтня 2003    | Сокорро (Нью-Мексико)     | LINEAR                        |
| (180233) 2003 UU192 | 2003 UU192           | 30 жовтня 2003    | Сокорро (Нью-Мексико)     | LINEAR                        |
| (180234) 2003 UY195 | 2003 UY195           | 20 жовтня 2003    | Обсерваторія Кітт-Пік     | Spacewatch                    |
| (180235) 2003 UF196 | 2003 UF196           | 21 жовтня 2003    | Обсерваторія Кітт-Пік     | Spacewatch                    |
| (180236) 2003 UG199 | 2003 UG199           | 21 жовтня 2003    | Сокорро (Нью-Мексико)     | LINEAR                        |
| (180237) 2003 UT224 | 2003 UT224           | 22 жовтня 2003    | Обсерваторія Кітт-Пік     | Spacewatch                    |
| (180238) 2003 UP225 | 2003 UP225           | 22 жовтня 2003    | Сокорро (Нью-Мексико)     | LINEAR                        |
| (180239) 2003 UY226 | 2003 UY226           | 23 жовтня 2003    | Обсерваторія Кітт-Пік     | Spacewatch                    |
| (180240) 2003 UB244 | 2003 UB244           | 24 жовтня 2003    | Сокорро (Нью-Мексико)     | LINEAR                        |
| (180241) 2003 UC247 | 2003 UC247           | 24 жовтня 2003    | Сокорро (Нью-Мексико)     | LINEAR                        |
| (180242) 2003 UE247 | 2003 UE247           | 24 жовтня 2003    | Сокорро (Нью-Мексико)     | LINEAR                        |
| (180243) 2003 UQ252 | 2003 UQ252           | 26 жовтня 2003    | Обсерваторія Кітт-Пік     | Spacewatch                    |
| (180244) 2003 UN254 | 2003 UN254           | 24 жовтня 2003    | Обсерваторія Кітт-Пік     | Spacewatch                    |
| (180245) 2003 UN259 | 2003 UN259           | 25 жовтня 2003    | Сокорро (Нью-Мексико)     | LINEAR                        |
| (180246) 2003 UO261 | 2003 UO261           | 26 жовтня 2003    | Обсерваторія Кітт-Пік     | Spacewatch                    |
| (180247) 2003 UY263 | 2003 UY263           | 27 жовтня 2003    | Обсерваторія Кітт-Пік     | Spacewatch                    |
| (180248) 2003 UX265 | 2003 UX265           | 27 жовтня 2003    | Обсерваторія Кітт-Пік     | Spacewatch                    |
| (180249) 2003 UH274 | 2003 UH274           | 30 жовтня 2003    | Сокорро (Нью-Мексико)     | LINEAR                        |
| (180250) 2003 UG281 | 2003 UG281           | 28 жовтня 2003    | Сокорро (Нью-Мексико)     | LINEAR                        |
| (180251) 2003 UM283 | 2003 UM283           | 30 жовтня 2003    | Сокорро (Нью-Мексико)     | LINEAR                        |
| (180252) 2003 UU283 | 2003 UU283           | 30 жовтня 2003    | Сокорро (Нью-Мексико)     | LINEAR                        |
| (180253) 2003 UO314 | 2003 UO314           | 24 жовтня 2003    | Обсерваторія Кітт-Пік     | Spacewatch                    |
| (180254) 2003 VY1   | 2003 VY1             | 2 листопада 2003  | Сокорро (Нью-Мексико)     | LINEAR                        |
| (180255) 2003 VM9   | 2003 VM9             | 15 листопада 2003 | Паломарська обсерваторія  | NEAT                          |
| (180256) 2003 VE10  | 2003 VE10            | 15 листопада 2003 | Паломарська обсерваторія  | NEAT                          |
| (180257) 2003 WM3   | 2003 WM3             | 16 листопада 2003 | Каталінський огляд        | Каталінський огляд            |
| (180258) 2003 WT5   | 2003 WT5             | 18 листопада 2003 | Паломарська обсерваторія  | NEAT                          |
| (180259) 2003 WN8   | 2003 WN8             | 16 листопада 2003 | Обсерваторія Кітт-Пік     | Spacewatch                    |
| (180260) 2003 WG12  | 2003 WG12            | 18 листопада 2003 | Паломарська обсерваторія  | NEAT                          |
| (180261) 2003 WA15  | 2003 WA15            | 16 листопада 2003 | Обсерваторія Кітт-Пік     | Spacewatch                    |
| (180262) 2003 WH18  | 2003 WH18            | 19 листопада 2003 | Сокорро (Нью-Мексико)     | LINEAR                        |
| (180263) 2003 WR19  | 2003 WR19            | 19 листопада 2003 | Сокорро (Нью-Мексико)     | LINEAR                        |
| (180264) 2003 WK24  | 2003 WK24            | 19 листопада 2003 | Обсерваторія Кітт-Пік     | Spacewatch                    |
| (180265) 2003 WC27  | 2003 WC27            | 16 листопада 2003 | Обсерваторія Кітт-Пік     | Spacewatch                    |
| (180266) 2003 WQ34  | 2003 WQ34            | 19 листопада 2003 | Обсерваторія Кітт-Пік     | Spacewatch                    |
| (180267) 2003 WG36  | 2003 WG36            | 19 листопада 2003 | Обсерваторія Кітт-Пік     | Spacewatch                    |
| (180268) 2003 WH38  | 2003 WH38            | 19 листопада 2003 | Сокорро (Нью-Мексико)     | LINEAR                        |
| (180269) 2003 WB41  | 2003 WB41            | 19 листопада 2003 | Обсерваторія Кітт-Пік     | Spacewatch                    |
| (180270) 2003 WY45  | 2003 WY45            | 20 листопада 2003 | Сокорро (Нью-Мексико)     | LINEAR                        |
| (180271) 2003 WZ49  | 2003 WZ49            | 19 листопада 2003 | Сокорро (Нью-Мексико)     | LINEAR                        |
| (180272) 2003 WD58  | 2003 WD58            | 18 листопада 2003 | Обсерваторія Кітт-Пік     | Spacewatch                    |
| (180273) 2003 WH60  | 2003 WH60            | 18 листопада 2003 | Паломарська обсерваторія  | NEAT                          |
| (180274) 2003 WC63  | 2003 WC63            | 19 листопада 2003 | Обсерваторія Кітт-Пік     | Spacewatch                    |
| (180275) 2003 WV63  | 2003 WV63            | 19 листопада 2003 | Обсерваторія Кітт-Пік     | Spacewatch                    |
| (180276) 2003 WU64  | 2003 WU64            | 19 листопада 2003 | Сокорро (Нью-Мексико)     | LINEAR                        |
| (180277) 2003 WY65  | 2003 WY65            | 19 листопада 2003 | Обсерваторія Кітт-Пік     | Spacewatch                    |
| (180278) 2003 WS70  | 2003 WS70            | 20 листопада 2003 | Паломарська обсерваторія  | NEAT                          |
| (180279) 2003 WX72  | 2003 WX72            | 20 листопада 2003 | Сокорро (Нью-Мексико)     | LINEAR                        |
| (180280) 2003 WO73  | 2003 WO73            | 20 листопада 2003 | Сокорро (Нью-Мексико)     | LINEAR                        |
| (180281) 2003 WP76  | 2003 WP76            | 19 листопада 2003 | Сокорро (Нью-Мексико)     | LINEAR                        |
| (180282) 2003 WC78  | 2003 WC78            | 20 листопада 2003 | Обсерваторія Кітт-Пік     | Spacewatch                    |
| (180283) 2003 WH81  | 2003 WH81            | 20 листопада 2003 | Обсерваторія Кітт-Пік     | Spacewatch                    |
| (180284) 2003 WQ86  | 2003 WQ86            | 21 листопада 2003 | Сокорро (Нью-Мексико)     | LINEAR                        |
| (180285) 2003 WC90  | 2003 WC90            | 16 листопада 2003 | Обсерваторія Кітт-Пік     | Spacewatch                    |
| (180286) 2003 WT90  | 2003 WT90            | 18 листопада 2003 | Паломарська обсерваторія  | NEAT                          |
| (180287) 2003 WX94  | 2003 WX94            | 19 листопада 2003 | Станція Андерсон-Меса     | LONEOS                        |
| (180288) 2003 WH102 | 2003 WH102           | 21 листопада 2003 | Сокорро (Нью-Мексико)     | LINEAR                        |
| (180289) 2003 WO104 | 2003 WO104           | 21 листопада 2003 | Сокорро (Нью-Мексико)     | LINEAR                        |
| (180290) 2003 WH109 | 2003 WH109           | 20 листопада 2003 | Сокорро (Нью-Мексико)     | LINEAR                        |
| (180291) 2003 WZ113 | 2003 WZ113           | 20 листопада 2003 | Сокорро (Нью-Мексико)     | LINEAR                        |
| (180292) 2003 WJ119 | 2003 WJ119           | 20 листопада 2003 | Сокорро (Нью-Мексико)     | LINEAR                        |
| (180293) 2003 WS119 | 2003 WS119           | 20 листопада 2003 | Сокорро (Нью-Мексико)     | LINEAR                        |
| (180294) 2003 WG120 | 2003 WG120           | 20 листопада 2003 | Сокорро (Нью-Мексико)     | LINEAR                        |
| (180295) 2003 WQ120 | 2003 WQ120           | 20 листопада 2003 | Сокорро (Нью-Мексико)     | LINEAR                        |
| (180296) 2003 WM127 | 2003 WM127           | 20 листопада 2003 | Сокорро (Нью-Мексико)     | LINEAR                        |
| (180297) 2003 WW127 | 2003 WW127           | 20 листопада 2003 | Сокорро (Нью-Мексико)     | LINEAR                        |
| (180298) 2003 WG129 | 2003 WG129           | 21 листопада 2003 | Сокорро (Нью-Мексико)     | LINEAR                        |
| (180299) 2003 WP130 | 2003 WP130           | 21 листопада 2003 | Сокорро (Нью-Мексико)     | LINEAR                        |
| (180300) 2003 WY132 | 2003 WY132           | 21 листопада 2003 | Сокорро (Нью-Мексико)     | LINEAR                        |